# 第4地対艦ミサイル連隊
第4地対艦ミサイル連隊（だいよんちたいかんミサイルれんたい、JGSDF 4th Surface-to-Ship Missile Regiment：4SSMR）は、陸上自衛隊八戸駐屯地（青森県八戸市）に駐屯する東北方面隊直轄の野戦特科部隊（地対艦ミサイル連隊）である。

## 概要
連隊長は1等陸佐（二）が充てられ、八戸駐屯地司令を兼務し、連隊本部、本部管理中隊、ナンバー中隊（第1～第4射撃中隊）で編成され、88式地対艦ミサイルを運用し、敵艦艇に対して対艦ミサイルをもって排除することを任務とする。
1996年（平成8年）3月に東北方面隊直轄部隊として編成され、2010年（平成22年）3月、新編された東北方面特科隊隷下に編合された。
26中期防発動当初は南西諸島防衛強化を目的として、東北から沖縄（第15旅団隷下）への全移転が予定されていたが、その後の方針変更により2019年（平成31年）3月、2022年（令和4年）3月および2023年（令和5年）3月にそれぞれ1個中隊が廃止された。
しかし、防衛省は2023年（令和5年）8月に、2024年（令和6年）度に新たに2個中隊を創設して3個射撃中隊体制にする方針を明らかにした。また、連隊増強に先立って、2024年（令和6年）3月に上級部隊である東北方面特科隊が廃止され、再度方面隊直轄部隊となった。

## 沿革
- 1995年（平成07年）3月：第5高射特科群内に編成準備隊が編成される。

第4地対艦ミサイル連隊
- 1996年（平成08年）3月29日：第4地対艦ミサイル連隊が東北方面隊直轄部隊として八戸駐屯地において編成完結。
- 1998年（平成10年）9月7日：八戸駐屯地司令職を第38普通科連隊長から継承。
- 2006年（平成18年）3月27日：後方支援体制変換に伴い、直接支援隊を廃止し、整備部門を東北方面後方支援隊第303特科直接支援中隊に移管。
- 2010年（平成22年）3月26日：部隊改編。

1. 第4地対艦ミサイル連隊が東北方面特科隊（仙台駐屯地）隷下に編合。
2. 整備支援部隊の東北方面後方支援隊第303特科直接支援中隊が東北方面後方支援隊第102特科直接支援隊直接支援中隊に改編。

- 2019年（平成31年）3月26日：第4射撃中隊を廃止（西部方面特科隊第5地対艦ミサイル連隊隷下の第301地対艦ミサイル中隊として改組）。
- 2022年（令和04年）3月16日：第3射撃中隊を廃止[1]。
- 2023年（令和05年）3月15日：第2射撃中隊を廃止[2] 。
- 2024年（令和06年）3月21日：部隊改編。

1. 東北方面特科隊廃止に伴い[4]、第4地対艦ミサイル連隊が東北方面隊直轄部隊となる。
2. 整備支援部隊の東北方面後方支援隊第102特科直接支援隊直接支援中隊が第307特科直接支援中隊に改編。

- 2025年（令和07年）3月24日：

1. 第2、第3地対艦ミサイル中隊が八戸駐屯地に新編[5][6]。
2. 中隊名を射撃中隊から地対艦ミサイル中隊に改称。

## 部隊編成
- 第4地対艦ミサイル連隊本部
- 本部管理中隊「4地対艦-本」：88式地対艦ミサイルシステム（指揮統制装置、捜索・標定レーダー装置、中継装置）
- 第1地対艦ミサイル中隊「4地対艦-1」：88式地対艦ミサイルシステム（射撃統制装置、発射機、装填機）
- 第2地対艦ミサイル中隊「4地対艦-2」：88式地対艦ミサイルシステム（射撃統制装置、発射機、装填機）
- 第3地対艦ミサイル中隊「4地対艦-3」：88式地対艦ミサイルシステム（射撃統制装置、発射機、装填機）

## 整備支援部隊
第4地対艦ミサイル連隊の整備体制は、新編された当初は高射特科部隊の高射特科群のように部隊編制内に野整備部隊である直接支援隊が加えられ隷下部隊として高段階整備を実施していた。2006年（平成18年）3月に陸上自衛隊の方面隊単位で逐次実施された後方支援体制変換に伴い、編制内にあった直接支援隊は廃止され独立部隊の第303特科直接支援中隊に改編のうえで東北方面後方支援隊に編合された。
2010年（平成22年）3月には第4地対艦ミサイル連隊を新編の東北方面特科隊に編合する改編に対応するため、東北方面後方支援隊隷下に第102特科直接支援隊が新編され、第303特科直接支援中隊はその隷下の直接支援中隊となった。
2024年（令和6年）3月には東北方面特科隊の廃止に伴い、直接支援中隊は第307特科直接支援中隊に改編された。
- 第4地対艦ミサイル連隊直接支援隊「4地対艦-直支」（八戸駐屯地）：1996年（平成8年）3月29日から2006年（平成18年）3月26日の間。
- 東北方面後方支援隊第303特科直接支援中隊「303特直支」（八戸駐屯地）：2006年（平成18年）3月27日から2010年（平成22年）3月25日の間。
- 東北方面後方支援隊第102特科直接支援隊直接支援中隊「102特直支-直支」（八戸駐屯地）：2010年（平成22年）3月26日から2024年（令和6年）3月20日の間。
- 東北方面後方支援隊第307特科直接支援中隊「307特直支」（八戸駐屯地）：2024年（令和6年）3月21日から

## 主要幹部
| 官職名                                    | 階級    | 氏名     | 補職発令日     | 前職                                    |
| ----------------------------------------- | ------- | -------- | -------------- | --------------------------------------- |
| 第4地対艦ミサイル連隊長 兼 八戸駐屯地司令 | 1等陸佐 | 谷口史晃 | 2025年03月17日 | 陸上幕僚監部防衛部防衛課 研究室計画班長 |

| 代 | 氏名       | 在職期間                        | 前職                                                  | 後職                                      |
| -- | ---------- | ------------------------------- | ----------------------------------------------------- | ----------------------------------------- |
| 01 | 矢富勝久   | 1996年03月29日 - 1998年11月30日 | 東北方面総監部付                                      | 陸上自衛隊幹部学校主任教官                |
| 02 | 山下忠孝   | 1998年12月01日 - 2001年07月31日 | 陸上自衛隊調査学校情報教育部長                        | 防衛大学校訓練部訓練課長                  |
| 03 | 友部薫     | 2001年08月01日 - 2002年07月31日 | 陸上幕僚監部調査部付                                  | 情報本部                                  |
| 04 | 福島司     | 2002年08月01日 - 2004年07月31日 | 東北方面総監部防衛部防衛課長                          | 陸上自衛隊研究本部主任研究開発官          |
| 05 | 阿部知己   | 2004年08月01日 - 2006年03月31日 | 陸上幕僚監部防衛部運用課 国際協力室長                 | 陸上自衛隊研究本部総合研究部 第1研究課長  |
| 06 | 浅野博義   | 2006年04月01日 - 2008年07月31日 | 陸上自衛隊小平学校語学教育部長                        | 陸上自衛隊研究本部研究員                  |
| 07 | 吉田賢一郎 | 2008年08月01日 - 2011年04月18日 | 西部方面総監部人事部人事課長                          | 自衛隊新潟地方協力本部長                  |
| 08 | 水落嘉彦   | 2011年04月19日 - 2013年03月31日 | 統合幕僚学校研究室主任研究官                          | 防衛大学校訓練部訓練課長                  |
| 09 | 藤丸幸二   | 2013年04月01日 - 2015年03月29日 | 陸上幕僚監部教育訓練部 教育訓練計画課器材・演習場班長 | 陸上自衛隊研究本部主任研究開発官          |
| 10 | 篠田光正   | 2015年03月30日 - 2016年07月31日 | 第2師団司令部第3部長                                  | 陸上自衛隊研究本部主任研究開発官          |
| 11 | 千葉徹     | 2016年08月01日 - 2018年07月31日 | 陸上自衛隊富士学校特科部研究課長                      | 第1特科団副団長                           |
| 12 | 松坂仁志   | 2018年08月01日 - 2021年03月14日 | 統合幕僚監部総括副報道官                              | 陸上幕僚監部監理部総務課 行政文書管理室長 |
| 13 | 遠藤智明   | 2021年03月15日 - 2023年07月31日 | 西部方面総監部防衛部防衛課長                          | 陸上自衛隊教育訓練研究本部勤務            |
| 14 | 梶田穣路   | 2023年08月01日 - 2025年03月16日 | 陸上幕僚監部防衛部防衛課勤務                          | 陸上幕僚監部防衛部防衛課勤務              |
| 15 | 谷口史晃   | 2025年03月17日 -                | 陸上幕僚監部防衛部防衛課 研究室計画班長               |                                           |

## 主要装備
- 88式地対艦誘導弾システム
- 1/2tトラック / 73式小型トラック
- 1 1/2tトラック / 73式中型トラック
- 3 1/2tトラック / 73式大型トラック
- 7tトラック / 74式特大型トラック
- 小型ドーザ
- 89式5.56mm小銃
- 9mm拳銃
- 12.7mm重機関銃

## 廃止（改編）部隊
第4地対艦ミサイル連隊は、隷下の部隊が廃止となる改編が行われている。
- 2006年（平成18年）3月26日廃止
  - 第4地対艦ミサイル連隊直接支援隊「4地対艦-直支」：東北方面後方支援隊第303特科直接支援中隊に改編。
- 2019年（平成31年）3月25日廃止
  - 第4地対艦ミサイル連隊第4射撃中隊「4地対艦-4」：西部方面特科隊第5地対艦ミサイル連隊隷下の第301地対艦ミサイル中隊に改編。
- 2022年（令和04年）3月16日廃止
  - 第4地対艦ミサイル連隊第3射撃中隊（初代）「4地対艦-3」：
- 2023年（令和05年）3月15日廃止
  - 第4地対艦ミサイル連隊第2射撃中隊（初代）「4地対艦-2」：